# Saint-Hilaire-du-Maine

Saint-Hilaire-du-Maine este o comună în departamentul Mayenne, Franța. În 2009 avea o populație de 826 de locuitori.